# Боргарело
Боргарѐло (на италиански: Borgarello, на местен диалект: Burgaré, Бургаре) е малко градче и община в Северна Италия, провинция Павия, регион Ломбардия. Разположено е на 88 m надморска височина. Населението на общината е 2684 души (към 2017 г.).